# William Henry DeWitt
William Henry DeWitt (* 24. Oktober 1827 in Smith County, Tennessee; † 11. April 1896 in Chattanooga, Hamilton County, Tennessee) war ein US-amerikanischer Politiker aus dem 19. Jahrhundert.
DeWitt war zwischen 1855 und 1857 Mitglied der State Legislature von Tennessee. Als sich sein Heimatstaat von der Union loslöste, vertrat er diesen zwischen 1861 und 1862 im Provisorischen Konföderiertenkongress. Nach dem Krieg übte er das Amt des Richters in Tennessee aus. Ferner war er ein Mitglied der Freimaurer.
Er verstarb in Chattanooga, Hamilton County, Tennessee und wurde anschließend dort auf dem Forest Hills Cemetery beigesetzt.